# Rozięcin
Rozięcin [pronunciación en polaco: /rɔˈʑent͡ɕin/] es un pueblo ubicado en el distrito administrativo de Gmina Wojsławice, dentro del condado de Chełm, voivodato de Lublin, en el este de Polonia. Se encuentra a unos 4 kilómetros al sureste de Wojsławice, a 29 kilómetros al sur de Chełm, y a 81 kilómetros al sureste de la capital regional Lublin.